# Aurelio Andreazzoli
Aurelio Andreazzoli (* 5. listopad 1953, Massa, Itálie) je italský fotbalový trenér a bývalý fotbalový záložník.

## Trenérská statistika
| Sezóna              | Klub                | Liga                | Liga   | Liga  | Liga   | Liga   | Liga                                | Národní poháry | Národní poháry | Národní poháry | Národní poháry | Národní poháry | Národní poháry | Kontinentální poháry | Kontinentální poháry | Kontinentální poháry | Kontinentální poháry | Kontinentální poháry | Kontinentální poháry | Celkem | Celkem | Celkem | Celkem |
| Sezóna              | Klub                | Soutěž              | Zápasy | Výhry | Remízy | Prohry | Umístění                            | Soutěž         | Zápasy         | Výhry          | Remízy         | Prohry         | Úspěch         | Soutěž               | Zápasy               | Výhry                | Remízy               | Prohry               | Úspěch               | Zápasy | Výhry  | Remízy | Prohry |
| ------------------- | ------------------- | ------------------- | ------ | ----- | ------ | ------ | ----------------------------------- | -------------- | -------------- | -------------- | -------------- | -------------- | -------------- | -------------------- | -------------------- | -------------------- | -------------------- | -------------------- | -------------------- | ------ | ------ | ------ | ------ |
| 1994/95             | Massese             | Serie C1            | 26+2   | 4+1   | 13+1   | 9      | 15. místo                           | -              | 0              | 0              | 0              | 0              | -              | -                    | 0                    | 0                    | 0                    | 0                    | -                    | 28     | 5      | 14     | 9      |
| 1995/96             | Massese             | Serie C1            | 19+2   | 5+1   | 6      | 8+1    | Propuštěn                           | -              | 0              | 0              | 0              | 0              | -              | -                    | 0                    | 0                    | 0                    | 0                    | -                    | 21     | 6      | 6      | 9      |
| Celkem za Massese   | Celkem za Massese   | Celkem za Massese   | 49     | 11    | 20     | 18     | -                                   | -              | 0              | 0              | 0              | 0              | -              | -                    | 0                    | 0                    | 0                    | 0                    | -                    | 49     | 11     | 20     | 18     |
| 1998/99             | Tempio              | Serie C2            | 26+2   | 8     | 4+2    | 14     | Nastoupil v ?, 15. místo            | -              | 0              | 0              | 0              | 0              | -              | -                    | 0                    | 0                    | 0                    | 0                    | -                    | 28     | 8      | 6      | 14     |
| 1999/00             | Aglianese           | Serie D             | 34     | 11    | 13     | 10     | 7. místo                            | -              | 0              | 0              | 0              | 0              | -              | -                    | 0                    | 0                    | 0                    | 0                    | -                    | 34     | 11     | 13     | 10     |
| 2000/01             | Aglianese           | Serie D             | 34     | 22    | 9      | 3      | 2. místo                            | -              | 0              | 0              | 0              | 0              | -              | -                    | 0                    | 0                    | 0                    | 0                    | -                    | 34     | 22     | 9      | 3      |
| Celkem za Aglianese | Celkem za Aglianese | Celkem za Aglianese | 68     | 33    | 22     | 13     | -                                   | -              | 0              | 0              | 0              | 0              | -              | -                    | 0                    | 0                    | 0                    | 0                    | -                    | 68     | 33     | 22     | 13     |
| 2001/02             | Grosseto            | Serie D             | 15     | 8     | 3      | 4      | Nastoupil v říj., Propuštěn v led.  | -              | 0              | 0              | 0              | 0              | -              | -                    | 0                    | 0                    | 0                    | 0                    | -                    | 15     | 8      | 3      | 4      |
| 2003                | Alessandria         | Serie C2            | 5      | 0     | 1      | 4      | Nastoupil v led., Propuštěn v úno.  | -              | 0              | 0              | 0              | 0              | -              | -                    | 0                    | 0                    | 0                    | 0                    | -                    | 5      | 0      | 1      | 4      |
| 2013                | Řím                 | Serie A             | 15     | 8     | 4      | 3      | Nastoupil v úno., 6. místo          | IP             | 2              | 1              | 0              | 1              | -              | -                    | 0                    | 0                    | 0                    | 0                    | -                    | 17     | 9      | 4      | 4      |
| 2017/18             | Empoli              | Serie B             | 23     | 16    | 7      | 0      | Nastoupil v pro., 1. místo (postup) | -              | 0              | 0              | 0              | 0              | -              | -                    | 0                    | 0                    | 0                    | 0                    | -                    | 23     | 16     | 7      | 0      |
| 2018/19             | Empoli              | Serie A             | 22     | 6     | 4      | 12     | 18. místo (sestup)                  | IP             | 1              | 0              | 0              | 1              | -              | -                    | 0                    | 0                    | 0                    | 0                    | -                    | 23     | 6      | 4      | 13     |
| 2019                | Janov               | Serie A             | 8      | 1     | 2      | 5      | propuštěn v říj.                    | IP             | 1              | 1              | 0              | 0              | -              | -                    | 0                    | 0                    | 0                    | 0                    | -                    | 9      | 2      | 2      | 5      |
| 2021/22             | Empoli              | Serie A             | 38     | 10    | 11     | 17     | 14. místo                           | IP             | 3              | 2              | 0              | 1              | -              | -                    | 0                    | 0                    | 0                    | 0                    | -                    | 41     | 12     | 11     | 18     |
| 2022/23             | Ternana             | Serie B             | 12     | 3     | 3      | 6      | Nastoupil v pro., Propuštěn v úno.  | -              | 0              | 0              | 0              | 0              | -              | -                    | 0                    | 0                    | 0                    | 0                    | -                    | 12     | 3      | 3      | 6      |
| 2023/24             | Empoli              | Serie A             | 16     | 3     | 4      | 9      | Nastoupil v září, Propuštěn v led.  | -              | 0              | 0              | 0              | 0              | -              | -                    | 0                    | 0                    | 0                    | 0                    | -                    | 16     | 3      | 4      | 9      |
| Celkem za Empoli    | Celkem za Empoli    | Celkem za Empoli    | 100    | 35    | 26     | 39     | -                                   | -              | 4              | 2              | 0              | 2              | -              | -                    | 0                    | 0                    | 0                    | 0                    | -                    | 104    | 37     | 26     | 41     |
| Celkově             | Celkově             | Celkově             | 393    | 142   | 121    | 130    | -                                   | -              | 7              | 4              | 0              | 3              | -              | -                    | 0                    | 0                    | 0                    | 0                    | -                    | 400    | 146    | 121    | 133    |

## Trenérské úspěchy

### Klubové
- vítěz 2. italské ligy (1x)

Empoli: 2017/18